# Miss Universo en el Perú
Miss Universo en el Perú es la primera película del Grupo Chaski. Es un documental creado en 1982, de 42 minutos de duración (mediometraje). La producción estuvo a cargo de María Barea.
El documental ganó una mención de jurado en 1982 y dos premios internacionales en 1983. Fue restaurada el 2022 por la asociación Guarango, luego de ganar un financiamiento del Ministerio de Cultura el 2020.

## Sinopsis
El documental presenta a un grupo, de más de 70 mujeres de todo el mundo, que se reúnen en Perú para competir en un concurso de belleza; evento que se realiza en un país que está viviendo una crisis política y económica, donde un gran porcentaje de peruanos vive en la pobreza y la miseria.
Frente a este hecho un grupo de mujeres alzan su voz de protesta para denunciar al gobierno por destinar  grandes sumas de dinero para dicho evento, obviando las necesidades y prioridades correspondientes de la población.
Así mismo, se denuncia la utilización de la mujer como un objeto de consumo al ser usada para promocionar productos de diferentes cadenas empresariales. 

## Premios obtenidos
- 1982 – Mención del Jurado en el IV Festival Internacional del Nuevo Cine Latinoamericano[5] (La Habana, Cuba)
- 1983 – Ardilla de Oro (Golden Squirrel), en el Festival de cine educativo Festikon (precursor del IDFA)[6] (Ámsterdam, Holanda)
- 1983 – Makhila de Plata: Festival de Cine Latinoamericano de Biarritz (Festival Biarritz Amérique Latine, Francia)

## Restauración de la película
Para el Concurso Nacional de Proyectos de Preservación Audiovisual del 2020, organizado por el Ministerio de Cultura dentro del Plan Anual de Estímulos Económicos para la Actividad Cinematográfica y Audiovisual para el año 2020, la película fue presentada por la asociación Guarango Cine y Video como parte del proyecto denominado "Restauración de documentales del Grupo Chaski y Guarango". El jurado aprobó el proyecto por unanimidad, por ser un importante aporte a la preservación del patrimonio audiovisual peruano.
El proceso de restauración digital incluyó recolorización (ubicación de diferencias de tonalidad entre tomas y emparejado), mapeo de daños (rayones y scratches, reducción de ruidos y granos), eliminación de saltos de empalme y de fotograma, y estabilización de imágenes.